# アルゼンチン対フランスのラグビーテストマッチ
この項目では、ラグビーユニオンにおいてアルゼンチン代表とフランス代表が対戦したテストマッチについて述べる。この両チームはこれまでに51試合対戦しており、結果はフランスの36勝14敗1分である。
この両チームは1949年、フランス代表が8月から9月にかけてアルゼンチンへ遠征したときに初めて対戦した。当時、フランスはホームユニオン4か国との対抗戦（現在のシックス・ネイションズ）に復帰して3年目、アルゼンチンはそのホームユニオン4か国とは対戦経験なし、という状況だった。両チームのテストマッチは2試合が組まれ、両方ともフランスが勝利した。フランス代表はその5年後の1954年、さらにその6年後の1960年にもアルゼンチン遠征を行い、テストマッチに全勝した。
1960年代から70年代にかけて、アルゼンチンも徐々に力をつけていく。1968年にはウェールズXVに1勝1分で勝ち越し、1969年にはスコットランドXVと1勝1敗のタイ、1970年にはアイルランドXVに2連勝と、ホームユニオンのA代表とは互角以上の戦いを見せるようになっていた。1974年にはフランス代表が14年ぶりにアルゼンチンへ遠征し、テストマッチ2試合に連勝したが、点差はいずれも5点以内の僅差だった。そして翌年のアルゼンチン代表による初のフランス遠征を挟み、1977年には両者のテストマッチが通算13試合目にして初めて引き分けになった。
アルゼンチンが対フランス戦の初勝利を挙げたのは1985年6月、通算16試合目でのことだった。この試合を含めて1988年6月までの6試合で、アルゼンチンは全て地元開催とはいえ3勝3敗と五分の成績を残した。さらに1992年11月には、敵地フランスでの試合で初めての勝利もつかんだ。ただ、その次の試合からはフランスが8連勝しており、1999年のワールドカップでも勝利を収めている。
両チームが次にワールドカップで対戦したのは、フランスを中心に開催された2007年大会でのことである。まず、この大会の開幕戦で両チームの対戦が組まれ、アルゼンチンが地元フランスに勝利した。両チームはともに決勝トーナメントに進出して準決勝で敗れ、3位決定戦で再び対戦した。その結果、アルゼンチンがフランスを返り討ちにして3位になった。その後、2019年大会で4度目の対戦が行われ、フランスが2点差で競り勝った。とはいえ、21世紀に入ってからは、両チームの対戦成績はアルゼンチンのほうが10勝7敗と優勢である。

## 対戦結果
| No. | 開催日         | 開催地                               | 勝利チーム   | スコア | 敗戦チーム   | 大会                    |
| --- | -------------- | ------------------------------------ | ------------ | ------ | ------------ | ----------------------- |
| 1   | 1949年08月28日 | エスタディオG.E.B.A.                 | フランス     | 5-0    | アルゼンチン |                         |
| 2   | 1949年09月04日 | エスタディオG.E.B.A.                 | フランス     | 12-3   | アルゼンチン |                         |
| 3   | 1954年08月29日 | エスタディオG.E.B.A.                 | フランス     | 22-8   | アルゼンチン |                         |
| 4   | 1954年09月12日 | エスタディオG.E.B.A.                 | フランス     | 30-3   | アルゼンチン |                         |
| 5   | 1960年07月23日 | エスタディオG.E.B.A.                 | フランス     | 37-3   | アルゼンチン |                         |
| 6   | 1960年08月06日 | エスタディオG.E.B.A.                 | フランス     | 12-3   | アルゼンチン |                         |
| 7   | 1960年08月17日 | エスタディオG.E.B.A.                 | フランス     | 29-6   | アルゼンチン |                         |
| 8   | 1974年06月20日 | エスタディオ・リカルド・エチェベリ   | フランス     | 20-15  | アルゼンチン |                         |
| 9   | 1974年06月29日 | エスタディオ・リカルド・エチェベリ   | フランス     | 31-27  | アルゼンチン |                         |
| 10  | 1975年10月19日 | スタッド・ジェルラン                 | フランス     | 29-6   | アルゼンチン |                         |
| 11  | 1975年10月25日 | パルク・デ・プランス                 | フランス     | 36-21  | アルゼンチン |                         |
| 12  | 1977年06月25日 | エスタディオ・リカルド・エチェベリ   | フランス     | 26-3   | アルゼンチン |                         |
| 13  | 1977年07月02日 | エスタディオ・リカルド・エチェベリ   | 引き分け     | 18-18  | 引き分け     |                         |
| 14  | 1982年11月14日 | スタジアム・ミュニシパル             | フランス     | 25-12  | アルゼンチン |                         |
| 15  | 1982年11月20日 | パルク・デ・プランス                 | フランス     | 13-6   | アルゼンチン |                         |
| 16  | 1985年06月22日 | エスタディオ・リカルド・エチェベリ   | アルゼンチン | 24-16  | フランス     |                         |
| 17  | 1985年06月29日 | エスタディオ・リカルド・エチェベリ   | フランス     | 23-15  | アルゼンチン |                         |
| 18  | 1986年05月31日 | エスタディオ・ホセ・アマルフィターニ | アルゼンチン | 15-13  | フランス     |                         |
| 19  | 1986年06月07日 | エスタディオ・ホセ・アマルフィターニ | フランス     | 22-9   | アルゼンチン |                         |
| 20  | 1988年06月18日 | エスタディオ・ホセ・アマルフィターニ | フランス     | 18-15  | アルゼンチン |                         |
| 21  | 1988年06月25日 | エスタディオ・ホセ・アマルフィターニ | アルゼンチン | 18-6   | フランス     |                         |
| 22  | 1988年11月05日 | スタッド・マルセル・ソーパン         | フランス     | 29-9   | アルゼンチン |                         |
| 23  | 1988年11月11日 | リール・メトロポール                 | フランス     | 28-18  | アルゼンチン |                         |
| 24  | 1992年07月04日 | エスタディオ・ホセ・アマルフィターニ | フランス     | 27-12  | アルゼンチン |                         |
| 25  | 1992年07月11日 | エスタディオ・ホセ・アマルフィターニ | フランス     | 33-9   | アルゼンチン |                         |
| 26  | 1992年11月14日 | スタッド・マルセル・ソーパン         | アルゼンチン | 24-20  | フランス     |                         |
| 27  | 1995年10月21日 | エスタディオ・リカルド・エチェベリ   | フランス     | 47-12  | アルゼンチン | ラテンカップ            |
| 28  | 1996年06月22日 | エスタディオ・リカルド・エチェベリ   | フランス     | 34-27  | アルゼンチン |                         |
| 29  | 1996年06月29日 | エスタディオ・リカルド・エチェベリ   | フランス     | 34-15  | アルゼンチン |                         |
| 30  | 1997年10月26日 | Stade Maurice-Trélut                 | フランス     | 32-27  | アルゼンチン | ラテンカップ            |
| 31  | 1998年06月13日 | エスタディオ・ホセ・アマルフィターニ | フランス     | 35-18  | アルゼンチン |                         |
| 32  | 1998年06月20日 | エスタディオ・ホセ・アマルフィターニ | フランス     | 37-12  | アルゼンチン |                         |
| 33  | 1998年11月14日 | スタッド・マルセル・ソーパン         | フランス     | 34-14  | アルゼンチン |                         |
| 34  | 1999年10月24日 | ランズダウン・ロード                 | フランス     | 47-26  | アルゼンチン | ワールドカップ準々決勝  |
| 35  | 2002年06月15日 | エスタディオ・ホセ・アマルフィターニ | アルゼンチン | 28-27  | フランス     |                         |
| 36  | 2003年06月14日 | エスタディオ・ホセ・アマルフィターニ | アルゼンチン | 10-6   | フランス     |                         |
| 37  | 2003年06月20日 | エスタディオ・ホセ・アマルフィターニ | アルゼンチン | 33-32  | フランス     |                         |
| 38  | 2004年11月20日 | スタッド・ヴェロドローム             | アルゼンチン | 24-14  | フランス     |                         |
| 39  | 2006年11月25日 | スタッド・ド・フランス               | フランス     | 27-26  | アルゼンチン |                         |
| 40  | 2007年09月07日 | スタッド・ド・フランス               | アルゼンチン | 17-12  | フランス     | ワールドカップ プールD  |
| 41  | 2007年10月19日 | パルク・デ・プランス                 | アルゼンチン | 34-10  | フランス     | ワールドカップ3位決定戦 |
| 42  | 2008年11月08日 | スタッド・ヴェロドローム             | フランス     | 12-6   | アルゼンチン |                         |
| 43  | 2010年06月26日 | エスタディオ・ホセ・アマルフィターニ | アルゼンチン | 41-13  | フランス     |                         |
| 44  | 2010年11月20日 | スタッド・ドゥ・ラ・モッソン         | フランス     | 15-9   | アルゼンチン |                         |
| 45  | 2012年06月16日 | エスタディオ・マリオ・ケンペス       | アルゼンチン | 23-20  | フランス     |                         |
| 46  | 2012年06月23日 | エスタディオ・ホセ・フィエーロ       | フランス     | 49-10  | アルゼンチン |                         |
| 47  | 2012年11月17日 | リール・メトロポール                 | フランス     | 39-22  | アルゼンチン |                         |
| 48  | 2014年11月22日 | スタッド・ド・フランス               | アルゼンチン | 18-13  | フランス     |                         |
| 49  | 2016年06月19日 | エスタディオ・ホセ・フィエーロ       | アルゼンチン | 30-19  | フランス     |                         |
| 50  | 2016年06月25日 | エスタディオ・ホセ・フィエーロ       | フランス     | 27-0   | アルゼンチン |                         |
| 51  | 2019年09月21日 | 東京スタジアム                       | フランス     | 23-21  | アルゼンチン | ワールドカップ プールC  |